# La Razón
Pour le quotidien argentin, voir La Razón (Argentine).
La Razón («la raison» en français) est un quotidien espagnol généraliste, propriété de Grupo Planeta. Son directeur général est Francisco Marhuenda.

## Journal
Le journal est fondé en 1998 par Luis María Anson avec plusieurs membres de la rédaction de L'ABC, autre journal conservateur et monarchiste espagnol.
Le bureau de rédaction se trouve à Madrid bien qu'il compte des délégations en Catalogne, Andalousie, Murcie, Valence et Castille-et-León. La langue utilisée est le castillan. Son format d'impression est le tabloïd. Chaque jour, 150 000 exemplaires sont vendues en Espagne. Selon le journal économique français Les Échos, La Razón était le septième quotidien espagnol le plus vendu.
Bien que son format a varié à de nombreuses reprises depuis son premier tirage, les couvertures de La Razón sont souvent frappantes et formées en trois ou quatre étages.
Le journal compte comme journalistes Alfonso Ussía, César Vidal, Carmen Gurruchaga et Carlos Rodríguez Braundont.

## Ligne éditoriale
La Razón est un journal de droite, nationaliste, monarchiste, conservateur et catholique. Selon André Schiffrin, ce journal est «le plus réactionnaire des quotidiens espagnols».